# Ordenança (cristianismo)
Uma ordenança é um rito simbólico no cristianismo evangélico.

## Doutrina
Nas igrejas do Cristianismo evangélico, aderindo à doutrina da Igreja de crentes, as duas ordenanças praticadas são o batismo do crente ( por imersão na água) e comunhão.Eles têm um significado apenas simbólico, ao contrário dos sacramentos em outras igrejas cristãs, que são vistos como um meio de obter graça de Deus. Algumas denominações batistas e pentecostais também praticam lava-pés como uma terceira ordenança.